# Roma Film
La Roma Film è stata un'azienda di produzione cinematografica italiana attiva dal 1912 al 1914, all'epoca del cinema muto.

## Storia
Fu fondata a Roma nel 1911 come Roma Film, una società anonima per azioni, con stabilimento in via Nomentana 92-96, controllata dalla ditta di distribuzione Garbarino, Turchi e Co. e diretta da Augusto Turchi.
Il cast artistico della casa capitolina inizialmente era formato dal regista Alfredo Robert e dagli attori Cesira Archetti, Attilio Rapisarda e Mariano Bottino, attori della Compagnia del Teatro Siciliano diretta da Giovanni Grasso. Questi vi girarono nel 1912 tre pellicole come Feudalismo, La zolfara e Un dramma alla masseria, ispirati a drammi letterari ambientati nella realtà proletaria siciliana.
Successivamente vennero scritturate altre personalità provenienti da altre case cinematografiche o dal teatro, come Romolo Bacchini, Paolo Cantinelli, Ruffo Geri, Elio Gioppo, Anna Lazzarini (che fu «prima attrice»), Bianca Lorenzoni, Gianna Terribili-Gonzales, Achille Vitti e molti altri.
Attiva fino alla vigilia della prima guerra mondiale, i film di maggior rilevanza della Roma Film furono: Il tesoro di Kermadek (1913), L'artiglio spezzato (1913), Sotto la maschera (1913), Insana vendetta (1914) e Lo spettro vendicatore (1914).